# 克拉西利夫卡 (科羅斯特舍夫區)
50°20′13″N 29°19′39″E / 50.33694°N 29.32750°E
克拉西利夫卡（烏克蘭語：Красилівка）是烏克蘭北部的村莊，隸屬日托米爾州的日托米爾區。該村始建於1841年，面積0.78平方公里，海拔高度176米，2001年人口86，人口密度每平方公里110.12人。